# Figueruelas
Figueruelas è un comune spagnolo di 1 058 abitanti situato nella comunità autonoma dell'Aragona.